# Jutrosin (plaats)
Jutrosin is een stad in het Poolse woiwodschap Groot-Polen, gelegen in de powiat Rawicki. De oppervlakte bedraagt 1,62 km², het inwonertal 1836 (2005).